# بلاستر ماستر
بلاستر ماستر (بالإنجليزية: Blaster Master)‏، هي لعبة فيديو من تطوير ونشر شركة سن سوفت اليابانية، صدرت سنة 1988 باللغتين اليابانية والإنجليزية، حيث تدور قصة شخص يركب المركبة ليغوص تحت الكرة الأرضية لمحاربة الجراثيم والكائنات المتوحشة وقتلهم.

## المواقع الخارجية
- بلاستر ماستر على موقع IMDb (الإنجليزية)

- بلاستر ماستر على موبي غيمز
- Hardcore Gaming 101's In-depth article on the series